# ストライクウィッチーズ 第501統合戦闘航空団歌唱集 -ミーナ・ディートリンデ・ヴィルケ中佐-
『ストライクウィッチーズ 第501統合戦闘航空団歌唱集 -ミーナ・ディートリンデ・ヴィルケ中佐-』（ストライクウィッチーズだいごまるいちとうごうせんとうこうくうだんかしょうしゅう・ミーナ・ディートリンデ・ヴィルケちゅうさ）は、日本の声優、田中理恵が「ミーナ・ディートリンデ・ヴィルケ」名義でリリースしたキャラクターソングミニアルバムである。2021年1月13日に日本コロムビアから発売された。

## 概要
- 前作『Chara de Rie』以来約18年ぶりとなるミニアルバムで、テレビアニメ『ストライクウィッチーズ ROAD to BERLIN』に関連したミニアルバムシリーズ第4弾。
- 本作は、これまで本人がストライクウィッチーズシリーズで歌ってきた全曲に加え、新曲「Ding-Dong Diary」、『ROAD to BERLIN』のエンディングテーマ「君の翼に憧れて」のソロバージョンが収録されている。
- 『ストライクウィッチーズ2』エンディングテーマ「Over Sky」のソロバージョンはCD初収録[2]。

## 収録曲
| #         | タイトル                                                  | 作詞               | 作曲       | 編曲         | 時間  |
| --------- | --------------------------------------------------------- | ------------------ | ---------- | ------------ | ----- |
| 1.        | 「Ding-Dong Diary」                                       | ミズノゲンキ       | 川島弘光   | 川島弘光     | 3:25  |
| 2.        | 「ブックマーク ア・ヘッド」                               | 只野菜摘           | 橋本由香利 | 橋本由香利   | 4:07  |
| 3.        | 「Over Sky」                                              | 深青結希・高村和宏 | 若林充     | 梅堀淳       | 4:15  |
| 4.        | 「約束の空へ 〜私のいた場所〜」                           | 渡部紫緒           | 坂部剛     | 坂部剛       | 4:11  |
| 5.        | 「Going up」                                              | 渡部紫緒           | 渡部紫緒   | 渡部紫緒     | 4:39  |
| 6.        | 「Fly up so high」(with リネット・ビショップ（名塚佳織）) | 渡部紫緒           | 坂部剛     | 坂部剛       | 4:52  |
| 7.        | 「Treasure of life」                                      | 荘野ジュリ         | 池田健仁   | 滝澤俊輔     | 4:08  |
| 8.        | 「君の翼に憧れて」                                        | 根本優樹           | 根本優樹   | 草野よしひろ | 4:30  |
| 9.        | 「Ding-Dong Diary」(Instrumental)                         |                    |            |              | 3:25  |
| 10.       | 「君の翼に憧れて」(TVサイズ)                              | 根本優樹           | 根本優樹   | 草野よしひろ | 1:31  |
| 合計時間: | 合計時間:                                                 | 合計時間:          | 合計時間:  | 合計時間:    | 39:03 |

## スタッフ・クレジット
| - Director: 植村俊一 (NIPPON COLUMBIA) - Mastering Engineer: 佐藤洋 (NIPPON COLUMBIA) - Jacket Illustration Keyframe: 今田茜 - Coloring, Finish: Taweeporn - Jacket Design: Katakura Design Office - Package Manager, Editor: Chie Tanaka | - Promoter: 山縣由佳 (NIPPON COLUMBIA) - Sales Promoter: 渡邉悠介 (COLUMBIA MARKETING) - Assistance: KADOKAWA, david production, Takashi Tachizaki (KADOKAWA), Office Anemone |